# 山崎照朝
山崎 照朝（やまざき てるとも、Terutomo Yamazaki、1947年7月31日 - 2025年6月22日）は、日本の武道家・空手家・キックボクサー・ジャーナリスト・歌手。空手道段位 : 七段。身長177cm、62kg。異名は極真の龍・天才。
空手道の一つの理想的な組手を、フルコンタクト空手で示したことにより、歴史に残る空手家だと評価されている。アメリカ合衆国の武道雑誌『ブラックベルト』にもその名は刻まれており、真剣を思わせる切れ味鋭い技で、自らは傷を負わずに対戦相手をバッサリ斬ってとるファイティングスタイルから、キックボクシングでも幻の名選手と評され、異なる格闘技で一時代を築いた強豪である。極真会館出身。
選手を退いてからは中日スポーツ・東京中日スポーツの格闘技評論家・ジャーナリストとして活躍し、ボランティアで空手を指導している。日本大学農獣医学部卒業。

## 来歴

### 武道との出会い
山梨県東山梨郡大和村（甲州市）で五人兄弟の第四子・次男として生まれる。空手を修行しようとしたキッカケは、山梨県立都留高等学校の入学式に番長グループから「身体がデカイのが気に入らない」と因縁を付けられたことだった。大人数に囲まれても頭を下げずにいたのでケンカになりかけたところに、中学の先輩が間に入ってくれてその場は収まったが、まともな学生生活が過ごせるか不安になっていた。番長グループの一人が空手使いだったことから、このとき空手道という武道があることを初めて知り、興味を抱いた。八王子市にある最も近い道場にその空手使いが通っていたことから、他を探していたところ、池袋にある空手道場の広告を見つけた。東京都に住んでいた姉へ遊びに行くことを口実にして、見学してみようと極真会館本部道場を訪問した。
その内容は基本稽古と移動稽古 のみであったため、山崎には何か強さに結びつかない割り切れないものを感じていた。更に2回見学し、同じ感想を持った。しかし、番長グループとの対決を想定していたので諦めきれず、これが最後と決めて4回目の見学をした。ここで初めて互いに突き・蹴りと何の遠慮もない攻防で、相手に直接打撃する自由組手を見て、まさにケンカだと思った。特に大山泰彦の動きに衝撃を受け、とっさに「こんな連中と戦ったらやられてしまう。こうなったら早く習った方が得だ」と思い、翌日に入会に必要な金額を姉から借りて、入門した。

### 修行時代
極真会館は大山道場から刷新された直後だが、指導内容は大山道場時代からのものをそのまま踏襲していた。館長の大山倍達を筆頭に、大山道場時代からの師範代である石橋雅史・黒崎健時らが指導を行っていた。先輩には大山茂・大山泰彦・千葉真一・郷田勇三・藤巻潤・中村忠・加藤重夫・藤平昭雄・芦原英幸らがいて、共に稽古を重ねた。
当時は「空手なんて不良がやること」という風潮があり、両親が空手の修行に反対することはわかっていたので、入門は内緒にしていた。そのため、東京へ通う口実として「歌手になりたいから、東中野にある歌謡スタジオに行きたい」と頼んで了承をもらった。歌謡スタジオのレッスンは週2回のみだったので、他の曜日に内緒で道場に通うことや、池袋までの往復運賃と月謝などの金銭面で高校生の山崎には、空手の修行以前にそのやりくりで大変苦労した。元々空手の修行の口実で始めた歌謡スタジオには2年半通ったが、このレッスンは空手にもプラスになった。
授業が終わり列車に飛び乗り、片道4時間かけて池袋にある本部道場へ入れるのは早くても19時前である。当時、夜の部の稽古は18時30分から始められていたため、いつも基本稽古の途中から加わっていた。規定では21時に稽古は終わるのだが、この当時は時間通りに終わることはなく、21時30分や22時が普通であった。道場を22時過ぎに出て新宿を23時の列車に乗り、最寄の初鹿野駅に着くのが夜中の2時。路線バスも終わっており、歩いて帰って寝るのが真夜中の3時で、朝7時には起きて通学していた。普通の家ならとても許されない時間の帰宅であるが、山崎家は当時、川渕の家に両親と妹・弟が、兄と山崎は国道沿いの古い家に住んでいた。いずれ引越しをするまでの一時的な生活であったが、同居の兄の理解もあり、深夜の帰宅も両親には知られずに済んだ。
入門したては誰でも自由組手が一番恐ろしいと異口同音に言うが、山崎もそうだった。基本や型などは自分の肉体との闘いであり、自分自身の問題であった。しかし、組手は相手が技術的に山崎より数段上で、山崎が殴る・蹴るよりも、山崎の方が殴られ・蹴られるのは目に見えていた。油断していると顔面や金的に喰らってしまうのでそれ相応の覚悟で望むのだが、指導員の「これから組手をする」の言葉にいつも身震いしていた。大山倍達が「強くなるためには、相手を恐れてはいけない。目の前の恐ろしさを一つ一つ乗り越えて行かなければ人間も大きくならないし、技も身につかない。初めから黒帯より強い自信があるんだったら、稽古する必要がないではないか。おもいきりぶつかって身体で技を身に付けなさい。ケガは強い人ほどしない。ケガをするうちはまだまだだ」と励みの示教をしていた。山崎は稽古の度にどこかケガをして、足を引きずって帰っていた。しかし、大山の言葉にいつも新たな闘争心をかき立てられ、番長グループとのケンカが頭にあった時だったので、ここで止めたらケンカに負けるとおもい、組手に恐怖心を抱きながらも通い続けた。
番長グループとのケンカは、2年生のときに1回だけしてしまった。学校に下駄を履いてきたのが生意気だと難癖をつけられたのである。それまでにパーティ券やなんらかで金集めをする番長グループに、山崎は一切応じなかったから、番長グループは山崎に対して相当頭にきていた。今度は教室が閉ざされ、山崎以外は全て番長の仲間ばかりである。あまりの多勢に山崎は開き直り「1対1の勝負ができないのか」と言うと、何人か出てきたがそのうちの一人と対戦した。結果は相手が蹴ってきたところを後屈立ち で間合い を詰め、左手で相手の足を抱えるように持ち、山崎が腰投げで後ろに反り投げして終わった。これ以降、山崎が空手を修行している噂が校内で流れ、番長グループも手出ししてこなくなっていた。結局、卒業まで番長と決闘せずに終わった。
ケンカに負けたくない理由で始めた空手もこの頃には、山崎は稽古のおもしろさを感じ出していた。しかし、遠距離での道場通いの為、稽古量は仲間との差が常に広がっていた。「稽古時間が欲しい。もっと稽古に出たい」と焦っていた山崎に、大山倍達は「強くなるためには指導員が教えている時だけ稽古していても強くならない。空手の土台は基本稽古だが、この基本を支えるのが基礎体力なんだ。体力を作る稽古はどこにいたってできる」と助言した。道場稽古に週2、3回参加するのが精一杯だった山崎は、通えない日は地元で家業の農作業や、月謝や往復運賃稼ぎのアルバイトも兼ねて土工仕事を行い、それらが体力作りとなり、基礎体力の増強に繋がった。結果的に自らの身体を強靭にし、体重62kgと軽量であった山崎が無差別級の極真空手の直接打撃制で戦えた要因の一つとなったのである。
卒業後、東京で働きながらようやく毎日道場で稽古していたが、進学を決意して仕事を辞め、日本大学農獣医学部へ入学した。しかし、学生運動が激しくなり大学そのものが一時期閉鎖され、通学できない。友人は田舎に帰ったり、アルバイトしたりといろいろな過ごし方をしていたが、山崎は大山倍達の勧めもあり空手の稽古に専念することにした。今まで夜の部の稽古のみだったのが、一部の朝の稽古が終わる昼頃に道場に入り、バーベルなどで体力作りに精を出し、16時からの二部の稽古に出席。調子がよければ三部の夜の稽古にも顔を出し、帰宅するのはいつも23時頃という空手中心の生活が始まった。
この頃の極真会館は「黒帯を允許される者は百人入門したうちから一人いるかどうか」と云われる修行の厳しさだったが、山崎は白帯からいきなり茶帯に昇級。橙・青・黄・緑の各帯を飛び越えて、白帯から茶帯へ四階級特進した山崎のような者は稀であった。1967年4月15日には黒帯（初段）を允許。黒帯を締める人間は一握りと言われていた極真会館で2年半での取得は最短記録だった。同年10月10日に弐段へ昇進。その後、本部道場及び米軍のキャンプ座間で指導と自らの稽古を行なっていた。

### キックボクシング
1969年1月、TBS・日本テレビに続き、NETが『ワールドキックボクシング』を放映開始。NETはムエタイ選手や日本拳法空手道ら空手の各流派に出場要請をして選手集めをするほか、極真会館へも同年2月に参戦依頼をしてきた。大山倍達は当時の高弟から山崎・添野義二・及川宏を選出して極真ジム所属のキックボクサーとして参戦させ、彼らは「極真三羽烏」と紹介された。山崎は「目立つのが好きじゃないし、プロになるつもりはなかった。だがNETは沢村忠の30連勝をストップしたルンピニーランカーのカンナンパイ・ソントーンを、対戦相手に用意していることに心引かれ、『1,2戦のみだけではだめですか？ キックボクシングがどういうものか知りたいし、そのカンナンパイと戦ってみたいのですが…』と大山館長にお願いした」と吐露している。極真ジムとして参戦していたので、セコンドには佐藤勝昭など門下生がサポートした。
山崎ら3名にとって、わずか2か月の準備期間で他格闘技のリングに上がることは無謀と言っても過言ではない。デビューするまでは、ほとんど本部道場内の地下道場とボクシングの荻窪ジムで練習していた。その頃の山崎は「俺は極真カラテ一筋。他格闘技は意地でも習わない」という考えだったので、まさに「空手対キックボクシング」の異種格闘技戦であった。山崎は「米軍のキャンプ座間の道場生には身長2m近く、体重が90kg以上の身体が大きい者ばかりが十数人いて、中にはボクシングをやっている道場生もいた。彼らを相手にして体力負けしない技を研究し、組手していたから、同じ体重なら絶対負けないという自信はあった。パンチもある程度慣れていたし、それが試合をする時に支えになった」と述懐している。大田区体育館でデビュー戦を迎えた山崎の対戦相手は、ムエタイのライト級6位のピサタン・ラートカモルであった。左前蹴りから右上段回し蹴りと繋ぎ、ラートカモルがよろめいたところを右ストレートで2R45秒でKO勝ちした。2戦目で希望していたカンナンパイとの対戦が実現する。試合開始後、山崎は第1戦と同様に前羽の構え で相手からの攻撃を待っていた。カンナンパイはしばらく様子を見ていたが、微動だにせずにいる山崎に痺れを切らし、右ローキックで攻撃してきた。山崎は左脛でブロック後、逆襲に転じる。左右の前蹴りをカンナンパイの鳩尾へ入れ、息を詰まらせ戦意を失いかけているカンナンパイに止めの右ストレートを打ち込み、1R1分33秒でKO勝利した。カンナンパイは「山崎のパンチは石で殴られたような強烈なものだった」と敗戦のコメントを残している。カンナンパイは試合後、あまりの山崎のパンチの痛さと硬さを信じられず「ヤマザキはグローブの中に石を入れている！」と抗議したほどである。
極真カラテが好きでたまらない山崎にとって、空手スタイルで勝てたことは大きな自信になった。しかしムエタイの速射砲のように繰り出すリズミカルなコンビネーションを体感し、空手とは違ったその素晴らしい技術に衝撃を受け、躊躇せず体得しようとした。そして日本の大学で初の『日本大学キックボクシング同好会』を結成して初代主将となる。同好会は後に部へ昇格し、1972年10月には全日本学生キックボクシング連盟が発足され、山崎は同連盟の設立に尽力した。同好会ではタイ人のトレーナーがいるジムへ通い、教えを請うた。特に回し蹴り・肘打ち・膝蹴りなどムエタイ特有の高度なテクニックを教わった。着実に自分の技として会得後、本部道場やキャンプ座間での積極的に組手で使い始めた。体重制のムエタイと無差別級の極真カラテの直接打撃制では相手の体格やレベルにより、戦い方も違ってくるため、必要に応じてムエタイの技を使い分けることで、組手のスキル向上に繋がった。
山崎はカンナンパイとの試合前に「勝っても負けてもこれ以上、リングに上がって戦わない」という約束をプロモーターとしていた。ところが、カンナンパイを1RKO勝利したことでワールドキックボクシングは、TBSの沢村忠、日本テレビの大沢昇に対抗すべくエースとして、山崎照朝に白羽の矢を立てたのである。「プロではない。プロになる気はない」という考えを周囲になかなか理解してもらえず葛藤していた山崎だが、キック界に生まれた新しいスターを周囲がほっとくわけもなく、プロモーターはその約束を無視するかのように再三、再四出場を要請してきていた。山崎は断り続けていたので、プロモーターはとうとう大山倍達に泣きついた。大山も相手が気の毒になったらしく山崎に「何回も私のところにきて、君が出てくれるよう何度も頼まれるんだが、出てあげたらどうかね」と言われ出場したが、その一方で大山は極真会館初のオープントーナメント全日本空手道選手権大会にも出場を命じた。

### オープントーナメント
1969年9月、極真会館主催の第1回オープントーナメント全日本空手道選手権大会が開催された。参加選手は48名でA・B・Cとトーナメントが分けられ、それぞれ勝ち上がった選手同士で決勝リーグ戦を行う形式であった。選手権前の心境を山崎は「直接打撃は問題ないが、「オープントーナメント」と謳っている以上、どのような挑戦者がエントリーしてくるのか、気がかりであった。架空の敵を想定しながら稽古を続け、大山倍達館長も色々と細かいアドバイスをして下さり、大変参考になり何より心が落ち着いた」と振り返る一方で「何としても負けられない。私か添野義二か、どちらかが全日本のチャンピオンになると…。もし、我々極真カラテの黒帯が他流派や他の格闘技者に負けたら極真カラテはそこで終わってしまう」と、精神的重圧が相当なものであったことを認めている。
このプレッシャーに負けず、キックボクシングで使った前羽の構えや、円心の構えを対戦相手に応じて変え、従来の空手道にムエタイの技を加えた攻撃で、ほとんどの試合を一本勝ちした。中には、他流派と山崎の対戦がケンカ同様の展開となり、間に入り一旦中断しようとした主審の関川博明 が双方から突きをもらい、関川が失神してしまった試合もあった。決勝リーグ戦に進出し、残り2つのトーナメントから添野・長谷川一幸が勝ち上がってきた。この三者で行われ、添野を判定で優勢勝ち・長谷川には回し蹴りで一本を決め、優勝した。当時は「組手試合」の他に、厚さ2.8センチメートルの杉板を使用した「試割り試合」もあり、正拳3枚・足刀 4枚・手刀5枚・猿臂4枚の計16枚で優勝をし、ダブルタイトルを獲得した。山崎はこの喜びを白帯時代に指導を受けた石橋雅史へ連絡し、謝意を示している。

### チャンピオンとして
全日本チャンピオンになった後、再びキックボクシングの試合のオファーがきた。二度と参戦するつもりはなかったが、盟友である添野義二の地元・所沢市での開催であった。添野とはキックボクシングの旗揚げからオープントーナメント全日本空手道選手権大会まで共に頑張ってきた友人であり、これまで彼には大変勇気付けられ共に汗を流した仲であったので快諾した。対戦相手には沢村忠を19回ダウンさせてKO勝ちしたムエタイのルンピニーフェザー級8位であるサマンソー・アディソンが選ばれた。「TBSに追いつき追い越せ」を目標にワールドキックボクシングを運営していたNETとしては、サマンソーをリングに上げ、当初の計画通り、団体のエースである山崎と対戦させ、TBSに並んだという印象を世間に与えたい目論見があった。山崎がサマンソーに勝てば、多少のタイムラグがあるとはいえ、沢村より強い男という称号が山崎に冠され、以降の開催が容易になるという狙いがあった。空手道のチャンピオンである山崎とサマンソーの対戦をスポーツ新聞でも派手な見出しで煽りたてた。
主催者側や周囲の盛り上がりとは正反対に大きなプレッシャーを感じていた。「今度の試合は、今までの試合とは些か違う。極真会館の看板を背負うことになり、全日本王者だから絶対に負けられない試合だ」と、何かに憑かれたように猛烈な稽古を繰り返し、試合に備えた。当日はテレビ解説のゲストに大山倍達も来場していた。ゴングの合図とともに、サマンソーが右ローキック、フック気味のパンチ、そして前蹴りと連続攻撃で仕掛けてきた。山崎はそれらを受けてサマンソーの体勢を崩し、パンチと蹴りで上下に散らしながら攻撃してサマンソーをコーナーに追い詰め、右ストレートを打ち下ろし1RKO勝ちした。大山の目の前で勝てたことは、山崎にとって過去のどの試合よりも嬉しかった。
この頃の山崎は沢村忠より強いと評価され、ムエタイのトップランカーは「山崎と戦うのは嫌だ！」と尻込みして恐れるほどの存在だったため、プロモーターやNET関係者は山崎をキックボクシングへ戻そうと、今まで以上に積極的に説得し続けた。山崎も大学卒業を間近に控えていたことや周囲の熱意にほだされ、それまでの考えを翻して第2回オープントーナメント全日本空手道選手権大会後にキックボクシングの専念を決意していた。課題だったパンチはボクシングの特訓を勧められ、年明けからジム通いすることを決めていた。その矢先の1970年3月末、NETは『ワールドキックボクシング』の放映を中止した。東京12チャンネルもキックボクシングへ参入し、キック戦国時代と呼ばれて4局視聴率争いにしのぎを削るブームだったが、NETは選手集め・マッチメイク・運営の手法で他局より杜撰であったことや、立ち上げ初期は極真ジムとして極真会館の全面協力と大山倍達自らプロモーションに関わっていたが、その一方で全日本選手権の準備に忙殺されていたことから、徐々に協力的でなくなったということも原因と云われている。山崎と極真の龍虎と謳われた添野義二は、「みんな真剣勝負でやっていたから。一時は『作り試合をしようか』って話にもなったけど、やらなかった」と選手が真摯に取り組んでいたことを証言している。契約の問題で一時的に東京12チャンネルのリングに上がったものの、最終的にはキックボクシングから引退した。戦績は10戦8勝（8KO）2敗。負けた相手は既に倒した者との再戦で、どちらも判定であった。
デイリースポーツ東京本社の編集局長であった近藤敬はキックボクサーの山崎を「1970年代、キックボクシングが格闘技ファンを魅了し、華やかな時代にNETグループのライト級選手として、精悍な若者がさっそうと登場。本場タイの強豪を次々に倒してたちまちスターになり、わずか1年で自らこの世界に別れを告げた。その幻の名選手こそ山崎照朝だった。キックボクシングに名選手を送り込み、極真カラテの強さを示せば、実戦を売り物にするこの一門の人気も上がる。山崎氏はこの使者の役目を100%果たし、更にキックボクシングで身につけたテクニックを空手にも生かし、全日本選手権でも安定した成績を収めた」と評している。

### 引退と予期せぬ復帰
1970年6月14日、ヨルダンのフセイン1世の妻・ムナ王妃、フェリアール王弟妃一行が来日し、極真会館は滞在先である東京ヒルトンホテルへ訪問。演武会を催し、山崎と添野義二の組手を観た王室一行はその実力・迫力に驚嘆していた。同年の第2回オープントーナメント全日本空手道選手権大会では、再び決勝リーグ戦を山崎・添野・長谷川一幸の三者で争われた。山崎と添野の対戦は回し蹴りと突きとの応酬となったが、2回の延長戦（6分間）の後、山崎が下段逆突きを決めて添野に勝った。続いて長谷川との対戦では試合開始から約20秒が経過し、山崎が間合いを詰めてすり寄ってきたところ、長谷川が絡み倒して下段正拳突きをピタリと顔面に止め、一本となり山崎に勝った。長谷川は添野にも勝ち、長谷川の優勝。山崎は準優勝で終わった。
しかし第2回全日本選手権は閉幕後、「相手を投げ倒して決めにいけば、それで一本勝ちとする」というルールが問題となっていた。長谷川は添野にも「巻き倒しての決めの下段突き」で一本勝ちを得ている。他の試合でも同様な「倒して決めの下段突き」があまりにも多く、これがパターン化することを危惧して、次回の第3回全日本選手権から「『倒して決めの下段突き』は動きに少しの無駄もなく、スムーズな一連の流れによる一動作でも“技あり”まで」とルール改正された。1971年に大学を卒業後、中日映画社へ入社し、サラリーマンとして生活していくことになり、選手を引退した。
1972年2月にスペインのカルロス皇太子とソフィア夫人が来日した。カルロス皇太子は空手を習っていたことから、極真会館副会長の毛利松平（当時、衆議院議員）の仲立ちで演武会が催された。同月21日に大山倍達以下、大山泰彦・山崎・添野・鈴木浩平・三浦美幸・佐藤勝昭・磯部清次・大石代悟、ハワード・コリンズなど黒帯・茶帯約20名からなるメンバーが、赤坂の迎賓館に訪問。基本稽古から各種試割りのあと、第1回全日本選手権チャンピオンの山崎照朝と第3回全日本選手権チャンピオンの佐藤勝昭の模範試合が行われるなど、国賓であるスペイン皇太子夫妻の前で数々の空手の技を披露した。
同年の秋、選手を引退していたものの大山倍達の命令で第4回全日本選手権に2年ぶりに参戦。決勝リーグ戦進出を決める試合でコリンズと対戦する。戦前の予想では山崎が圧倒的有利と云われ、開始後、山崎が左右の強力な突きと荒々しい投げ技なども繰り出し、圧倒的な優勢で進んでいた。大山茂は「もし、コリンズが逃げなければ、山崎は倒すことができただろう。しかしコリンズはどうしても逃げ腰になってしまい、山崎が攻めても、すぐ場外になってしまう。誰が見ても文句なく山崎の勝ちだと思った。その時である。コリンズの右上段回し蹴りが首を捉え、山崎はガクっと膝をついてしまった。一瞬、コリンズも信じられないような表情をしていた」と試合経過を振り返っている。技ありを取られた山崎は残り時間に必死の反撃をするが試合は終了し、コリンズの勝利となった。コリンズは「山崎センパイに勝てたのは偶発的なもの。決して実力ではなかった。万にひとつの奇跡に近い勝ち方だった」とコメントし、山崎は「負けは負け。言い訳はできないよ」とそれぞれ語った。長谷川の試合も山崎有利という戦前の予想が外れた結果となり、両試合の敗因を大山茂は「技と精神の関係」、大山泰彦は「天才ゆえの欠点」と分析している。

### 最後の戦い
1973年の第5回オープントーナメント全日本空手道選手権大会は決勝リーグ戦がなくなり、64人の選手が参加する1日のトーナメントとなり、決勝まで進めば6試合を行う形式となった。山崎はゼッケン64のシード選手でエントリーしていた。「組手試合」は、2回戦でムエタイのティラ・チャラカンボを左膝蹴り2連発から、間合いを取り直した直後に、ノーモーションから左ハイキック2連発でKO勝ち。準々決勝戦では3回戦を左上段回し蹴りで一本勝ちした芦原英幸門下の松友登喜良と対戦。松友は自分の間合いに持っていき攻撃したいが、山崎の変幻自在の構えから突き、蹴りと攻撃され、まともに技を出すことができない。中盤以降の松友は技を出すタイミングが見つからず、自身が下がる一方で頻繁に場外へ逃げたことから、5対0で山崎の判定勝ちとなった。その他の試合を含め、山崎は準々決勝までを華麗というほかはない技の冴えで対戦者を圧倒して、快調に勝ちあがっていた。
準決勝戦の相手は佐藤俊和。序盤から俊和が前蹴り・左上段回し蹴り・右中段回し蹴りで攻めてくる。山崎はそれぞれ受けた後、右ローキックから左右のハイキック2連発、左前蹴りと逆襲する。今度は俊和が右下段回し蹴りを出したが、それを山崎が左脛でブロックし、右のハイキックで逆襲しようとしたら、いきなり俊和が足を引きずり場外へ自ら出た。主審の中村忠が試合を中断して、リングドクターに俊和の右足を診断させる。ドクターは続行無理と進言。中村は山崎のT.K.O勝ちを宣言し、山崎は決勝戦に進出した。
決勝戦は佐藤勝昭を破った盧山初雄が対戦相手であった。試合開始後、山崎は円心の構え、盧山は前羽の構えで対する。山崎が間合いをつめ、右ローキックから左ハイキックの2連発、軽快なフットワークから左前蹴りを繰り出せば、盧山は右ローキック、右の正拳突きで逆襲する。盧山は右の三日月蹴りを出すが、山崎は左肘と左膝で挟み受けをする。山崎の蹴りに合わせる様に、盧山は中段に正拳突きを出す。盧山が突き、山崎は懐の深さで捌いて上段に蹴りを放つ。そんな緊迫した攻防に観客だけでなく、関係者のほとんどが息をひそめるように見入っていた。キックボクシングを体験した両者は、当時主流であった限度間合いからの攻撃ではなく、誘導間合いか相応間合いで積極的に攻防して、試合が終了した。判定に持ち込まれ、4対1で盧山が初優勝。山崎は惜敗したものの、選手権大会前の状況を知っている関係者は、山崎への賛辞を惜しまなかった。
主審を務めた大山茂は「技術的には盧山の左の掌底と、間合いを詰めた右の正拳突きが勝敗を決めた。山崎の技と盧山の精神力の対決のように見えた。もっとも盧山の前の手、左の掌底が再三、山崎の顔面をとらえたので、現在の選手権大会ならば完全に注意か減点になってしまうかもしれない。次の日の朝、本部道場の大山倍達館長の部屋で山崎と会った。山崎はニヤリと笑って『気合い負けでした』と言い、さらに『ダメージはありません』とも付け加え、私もそう思えた。この決勝戦は今なお、名勝負として人々の心に焼き付いていることであろう。この2人の試合の主審を務めた私は空手家冥利につきるといっていい」と語り、大山倍達、郷田勇三他極真関係者、各種マスコミも“これぞ極真空手の精華”と絶賛し、「完成された心技の激突が大観衆に勝敗の行方を忘れさせ、深い感動の世界に酔わせた」と、極真史上に残る名勝負として語り継がれている。試割り試合でも山崎の非凡さが出た結果となった。
会社勤めをしながら、十分に納得できる稽古を積めずギリギリまでやった山崎だが、限界まで来たと決断して大山倍達に道着を返した。結果的に第5回全日本選手権が最後の出場となったが、参加した選手権全てに入賞する安定した成績を残した。山崎は「空手をメシのタネにしようとは思わなかった。それは武道を汚すことだし、僕には多年培ってきた極真精神だけでよかった」と実にあっさりした引退であった。

### 格闘技評論家
中日映画社で短編映画・CMプロデューサーを経て、東京新聞の子会社でフリーペーパーを発行する東京新聞ショッパー社に勤務する傍ら、1980年から5年間、格闘技ライターとしてデイリースポーツ紙にレポートを執筆してきた。デイリースポーツ東京本社編集局長の近藤敬は「前向きで研究熱心。中身の濃いレポートの数々により、山崎教の信者は日増しに増えた」と語る。中日スポーツでも“コラム 撃戦記”を連載し、幅広い人気を誇っている。東京新聞ショッパー社大宮支社長・役員などを歴任して、2003年4月から北海道ワインの顧問に就任した。デイリースポーツの仲介で、全日本女子プロレスの新人や若手選手が合宿を行った際に臨時コーチとして指導したことがあり、一時期クラッシュギャルズの師匠として紹介されたこともある。
選手権大会から身を引いても、仕事に支障きたさない程度で極真会館本部道場で自主稽古を続け、合間に中村誠を指導したりしていた。取引先との挨拶時に名刺を出すと皆が「空手道を教えて欲しい。道場をやってくれ」と異口同音に言い出してきた。大山倍達に事情を話し了承を得て、1977年に極真会館の支部としてではなく、大宮に道場を構え、極真と謳えないかわりに、故郷の英雄・武田信玄の軍旗に記された風林火山を道着と帯に名をつけ、募集も特にしないで空手の指導を始めた。この道場には一時期、本部道場所属の川畑幸一・前田政利・毛塚慎一 ら、一部の門下生が出稽古に来ていた。松井章圭も初出場となる第12回オープントーナメント全日本空手道選手権大会の前に山崎の指導を受けていた。山崎も本部道場で実施される黒帯研究会 に顔を出して、何かと松井のことを気にかけるようにしていた。中村はその場で山崎から「ちょっと松井と組手してくれないか」と言われて松井に胸を貸し、山崎が「松井に目を掛けて個人指導していた」と証言している。
記者が本業である山崎は空手で生活の糧を稼ぐのではなく、場所代など経費の都合上から月謝は発生していても、自身はあくまでもボランティアとして、近所の子供たちと山崎を慕ってくる人たちに、自らが大山倍達という偉大な師から受け継いだ空手を教え続けている。1995年に風林火山から、NPO団体国際武道空手連盟 逆真会館と正式に一流派として発足したが、運営形態は変わっていない。2011年8月、これまでの形態から今後は指導者のみを教える空手研究会に替えた。
2025年6月22日、胆管がんで死去。77歳没。

## ファイティングスタイル

### 概要
極真史上華麗なる技の使い手と呼ばれている歴代のチャンピオンは何人かいるが、本当の意味での華麗さ、美しさ、技の合理性、柔軟性、力みのなさなどで山崎の右にでるものはいないことから、華麗なる組手の体現者と云われ、誰よりも華麗であった。山崎の組手の強さと美しさは、決め手となる回し蹴りの強さ以前に、円の受けと昔ながらの空手の構えを完全に会得したところから、生まれたものである。当時の道場生は山崎と他の黒帯とを比較し、「山崎先輩と他の黒帯とは技の切れが違う。特に回し蹴りは一味も二味も違う。山崎先輩の蹴りは凄い…」と話していた。
大山茂（証言1）
| 「 | 山崎の代名詞となった回し蹴りも構え、動きにタメ ができているからこそだが、さらに凄いのはこのタメが、相手との技の応酬の中でも自然に行なっている。全日本チャンピオンクラスの人でもほとんどは、構えに「動き」と「力のタメ」があるように見えても、いざ相手との技の掛け合いになると、それらが突きに蹴りに生かされていない。これは技の間合い・角度の取り方・呼吸・タイミングが、自分の動きや技との間に微妙なズレを生じるからだ。このズレを修正できると、一つ一つの技や動きが基本動作の完成形に見え、無駄のないものとなる。山崎の組手はまさにそのような自然の動きが見られ、その動作に技や気合いをのせる。それが、我々に力とスピードの“華”となって見えてくる。構えから足の運び、上体と足、腰の自然なタメのある動き、全ての動きにタメが生きているのだ。 | 」 |

大山泰彦（証言1）
| 「 | 山崎の組手はほとんどの場合、間合いをつめて相手にプレッシャーをかけ、その状態から相手に技を出させ、その技を受けながら崩し、自分の左なら左、右なら右のタメの中に相手を入れ、攻撃する組手である。受ける組手のとき、受けと同時に相手を崩し、呼吸をあかさず一撃で相手を突き倒す、あるいは蹴り倒すという組手を、誰もが一度ならず夢見たことと思う。山崎はそれを目の前で、実際にみせてくれたわけである。一般的には両者が左足前の半身に構えたとき、左の突きは右の外受け で受ける。右の突きは右の下段払い、もしくは左の外受けで受ける。また、相手の左の突きから右の下段回し蹴りのコンビネーションに対しては、左の突きを右手で払い、右の下段回し蹴りを左の脛で受ける。もちろん、中には相手の攻撃と同時に突き返したり、蹴り返したりするタイプの人もいるが、ほとんどの人が腕なら腕・足なら足で受ける。 ところが山崎の受けは、上体・肩・肘・手首の動きを一体として、その上体のリードで相手の突きや蹴りを弾き、あるいは落とし、同時に自分の下半身を、鋭く攻撃する態勢にもっていく。相手の技が出た瞬間、その呼吸に合わせて、腕や体だけでなく、体全体で自分の攻撃の型に相手を入れてしまう。鋭い読みと自信のある突きや蹴り技がなくては、こういう組手はできない。相手の下段回し蹴りがくると、その呼吸に合わせて前足の脛で受けると同時に、左の肩をひねりながら右の掌底で相手の肩口を突き飛ばしたり、押し込んだりし、相手が崩れたその瞬間、受けた左足のハイキックを顔面にヒットさせている。相手の突きが中段にきたときは、右か左の肘で突きを落とし、落とした腕やもう一方の腕で相手を押し込んだり、突き放したりし、相手が崩れたところに膝蹴り・ローキックを入れる。しかもこれらの技を十分タメを使って、突きまたは蹴り込む。山崎の出す回し蹴り・膝蹴り・突きなどは、他のチャンピオンと異なり体全体のタメが十分入っているため、技自体に鋭さがある。鋭いからこそ、たとえその技が決まらなくても相手に与えるインパクトは強烈で、さらに向かい合って山崎がジリジリと間合いを詰めると、ほとんどの相手は技を出さざるを得ない状況になる。 | 」 |

高木薫
山崎と添野義二が極真の龍虎という異名をつけられ、ライバル関係であった当時を知る高木薫は、ふたりの組手を次のように対比している。
| 「 | 添野先輩の組手は、自分も打つが敵にも打たせる、いわばパワーで押すタイプの組手だったので、試合が終わると添野先輩は、1～2週間ぐらいは寝込むという日が試合毎に続いていた。これに対して山崎先輩の組手は、本当の空手スタイルというか、試合後爽やかな感じのする流れるような組手であった。 | 」 |

目指したもの
どのような相手も倒す空手を目指していたため、試行錯誤しながら稽古していたことを次のように回顧している。
| 「 | 大山倍達館長が『技は力の中にあり』と常々仰っていたので、バーベルによる体力作りは行っていた。ベンチプレスも最高140kgまで上げられるようになったものの、体質なのかどうしても体重を増やすことができず、大山館長から『君はなぜもっと太れないのかね』とよく言われていた。もっとも私より小柄な藤平昭雄先輩が140kgをヒョイヒョイ持ち上げていたので、自慢にもならなかったのである。このままだと、本部道場での外人門下生や米軍のキャンプ座間の道場生には身長2メートル近く、体重が90kg以上の身体が大きい者ばかりがいたので、闘う前から“参りました”を言わざるを得ない。現役時の体重は62kgしかなく、私は相手に体力負けしない技と組手を自分なりに考え始めた。大柄な人は力の組手をしても大丈夫だが、小柄な人は自分から攻撃を仕掛けていく攻撃拳はリスクが高い。相手は90kg以上あるので、バランスを崩すと飛ばされてしまう。対戦相手によってどれで行くかは変わる場合もあるが、自分と同じぐらいかやや重い程度なら攻撃拳を使い、それ以上の体格の相手は私は待ち拳に徹していた。 その一方で攻撃はパンチだけになったり、蹴りだけしかできない状態が続き、パンチと蹴りのコンビネーションがうまくできなかった。その原因はパンチから蹴りに、あるいは蹴りからパンチへ移動する身体のバランスの悪さにあった。低迷している私に大山館長は「足は手の3倍の破壊力を持っている。足が手の動きと同じように使えたら、この世界でも一流になれる」というお言葉を下さった。死中に活を得た私は、無我夢中で蹴りの稽古をした。その時、気づいたことは、どんな態勢から蹴ってもバランスが崩れないようにするには、蹴った時の重心が常に身体の中心になければならない。これは構えにも関連し、そしてバランスを維持するには足腰が強くならなければならず、これは防御にも関連していると分かった。 そのために空蹴りの他、サンドバッグを蹴りこみ、後述の鉄下駄でも蹴りこみ、後輩との組手の時、両手を縛り、蹴りだけで戦ってみたこともあった。色々な稽古を試したが納得できず、悩み、考えながら組手をしていたから小さなケガもよくした。悩んで行動する時は何をやるにしてもワンテンポずれるようである。それに気づいた私は稽古を休み、見学して他人の組手を観察しながら、考えようと思った。しかし、これといった解決策もみつからず見学も1週間が過ぎた頃、自ら身体を動かしたという欲求が出てきたので、稽古を再開した。組手では不思議なことにパンチや蹴りがスムーズに出せていた。おそらく、身体を動かしたいという自然の状態（無心）になっていたのであろう。このとき、頭で考えているだけでなく、身体で技を覚えるということが重要だと理解した。 道場稽古のほかに自主トレーニングでは鉄下駄を使用して、各種突き技・受け技・蹴り技の稽古を行なっていた。自分の部屋で片足5kgの鉄下駄を履いて、天井から紐で吊るした5円玉を蹴った。下の階に住んでいる方に迷惑かけないように行うことはもちろんだが、蹴り足の引きを大切にするためにも、音を立てずに蹴り足を降ろすよう意識した。屋上の稽古では移動稽古で突き・蹴りを行い、外で歩くときにも鉄下駄を履いていた。音をたてないように歩くのは、部屋で行った稽古と同様に下半身の様々な筋肉を鍛えることが可能になった。 | 」 |

### 構え
相手の力量に応じ、構えが変幻自在になる様は、円の受けと呼ばれた。大きくゆったりと「円心の構え」⇒「龍尾の構え」⇒「上下の構え」⇒「弓受けの構え。」⇒「鶴足立ちの構え」と円を描きつつ変化させ、いつの間にか間合いを詰め、相手に自分のペースで技を出させない試合運びをした。第5回オープントーナメント全日本空手道選手権大会の準々決勝までの対戦相手は、山崎が「円の受け」で追いつめて、相手の攻撃を待ちながら自らも攻撃をする。しかし対戦相手はほとんど技を出すタイミングを逃し、まれに出しても受けられた直後に攻撃される。この繰り返しで対戦相手は、頻繁に場外へ逃げるはめになっていた。構えで山崎は「中心は物理的な身体中央の急所が集中するライン。重心は首からまっすぐ下に落ちるラインで動きの要。重心が安定しなくては戦えない」と中心と重心を非常に重要視している。

### 突き技
概説
鳩尾を狙う正拳突きは正確無比で、貫手も使いこなしていた。映画『地上最強のカラテ』では、その貫手でスイカを粉砕するシーンを観ることができる。
ヤン・カレンバッハ
| 「 | 山崎先生との組手では勉強させられることが多々ありました。山崎先生は知的な戦い方をするので怖かったですね。戦って不思議なことは相手が強ければ強いほど、その内容はハイレベルであったことで、山崎先生は足技が多かったように記憶してます。上段回し蹴りはとても速かった！それと今、思い出したのですが、山崎先生は貫手もよく使っていましたね。 | 」 |

松井章圭（証言1）
松井章圭は山崎にひるむことなく攻撃を続けようとしたが、山崎は半歩下がり道着の乱れを正して「さあ、こんどはこっちからゆくぞ」と言った。松井めがけて、想像を超えたスピードと正確さで急所を攻め抜く、山崎の多彩な技が放射状に飛び込んできた。松井は鳩尾に前蹴りを喰らい息が詰まりそうになるとなったところに、中段突きが突き刺さり、回し蹴りと連繋してくる。間合いが詰まったところを足払いで倒され、この繰り返しが数分間続いた。松井の痛みは極限を超え、道着は一気に汗でびしょ濡れになり、息はあがり方向感覚も鈍りはじめ、ただ立ち向かっては殴られ蹴られして倒されるという繰り返しが、永遠に続くかと思えていた。薄れてゆく意識の中で松井は「あやつり人形にされてるようだな…」と感じていた。（→ 松井章圭（証言4）へ続く）

### 蹴り技

#### 前蹴り
適当な間合いからの前蹴りは定評があり、盟友の添野義二も「あいつの前蹴りは凄い」と認めていた。山崎は自身の前蹴りを次のように語っている。
| 「 | つま先にまで神経がいっていないと、強い蹴りにはならない。だから、本当に強い蹴りを出そうと思ったら、つま先に力を入れるトレーニングをやる必要がある。子供の頃から手伝いで、 中学生の時には40～50キログラムもある桃や葡萄が入った箱を背負って山道を降りていた。かかとに力を入れたら、滑って転んでしまうから、自然とつま先立ちで歩くようになり、鍛えられたのだろう。つま先立ちで電車に乗ったりしていた。つま先を常に鍛えておくと、中足の返った強い蹴りが出せるようになる。実際には、 - 鳩尾や顔面を狙い、倒すことを目的とした空手の腰を引いて出す前蹴り - 相手に『グーッ』という痛みがくる合わせ技で、致命的ではないが相手のバランスを崩すことができる、ムエタイのつま先で押す前蹴り を使い分けていた。 | 」 |

石橋雅史
| 「 | 白帯だった頃の山崎照朝によく教えましたね。彼の正拳突きと前蹴りは天下一品でしたよ。蹴りを鍛えればもっと伸びると思って、わざわざ残して教えたりしたね。 | 」 |

松井章圭（証言2）
| 「 | 山崎照朝先輩は「貫手で手指を鍛えるように足指を鍛えていた」と言ってました。親指と人差し指で押さえるようにような形で前蹴りをするんですが、それがバーンと入ってきて、とても効くんですよ。 | 」 |

#### 回し蹴り
一度狙ったらはずすことはないという伝説の回し蹴りは、蹴り足が相手の首にからみつき、この蹴りを喰らった者は一瞬体が宙に浮き、空中で体が水平になってから床に叩きつけられたという。極真史上では様々な回し蹴りの使い手が輩出されたが、その破壊力と技の華麗さで山崎をしのぐ空手家は未だ現れていないと評されている。山崎の蹴りは極真会館の選手権大会ルールだけでなく、キックボクシングのリングでもその必殺性は実証済みで、極真ルールに沿った戦いの中から生まれた蹴りではなく、どのようなルールの中でも生かせる、最も基本的かつダイナミックな蹴りであり、引きが速くスピードがあったので、相手は構えた状態のまま蹴りこまれていた。
大山茂（証言2）
| 「 | 体の柔軟性を見ると大石代悟も松井章圭も開脚して床にピッタリとつくが、山崎照朝はつかない。ところが私が見たところ、山崎の回し蹴りのほうが蹴り足の角度が大きく、外から入ってくる。大石も松井も素晴らしい回し蹴りを放つが、インパクトの時にまだパワーが軸足にやや残っているように見えるのだ。体の柔軟性に恵まれている人は、自分の体に無理なくパワーとスピードを乗せることができる。その反面、体全体の瞬発力やタメを使わなくても蹴りに切れが出るため、軸足にパワーを残す場合が多い。それに対して山崎は柔軟性に恵まれていないゆえに、体全体を目一杯使って蹴る。上体の鋭いリードと両足で床板を跳ねるようにして蹴りこむ。インパクトの瞬間、軸足にパワーもスピードも残さず、出し切ったという蹴り方をする。両足のバネを思い切り使った角度の大きい上段回し蹴りは、受けたとしても、よほど稽古を積んでいないと崩されてしまう。見事というほかない蹴りである。山崎は、回し蹴りをムエタイのトレーナーに習ったという。私は、山崎の天性の才能がムエタイの蹴りとカラテの蹴りを融合し、自分の体にしみ込ませていったのだと考える。もっとも、完全に自分のものにするための努力は、並大抵のことではなかっただろうが…。 | 」 |

吉岡幸男（証言1）
| 「 | 山崎照朝先輩とも組手をやっていましたよ。山崎先輩は強い…。あの先輩の回し蹴りは効くの！ 脇腹に入ったらもう動けなくなっちゃうんだもの。どういうわけか食い込むんですよ。だから、山崎先輩と組手をするのは嫌でした（笑）。 | 」 |

佐藤勝昭（証言1）
| 「 | 大山倍達館長が「点を中心として円を描く」と円運動がとても大事であることを常々仰ってましたが、山崎照朝先輩の回し蹴りをみて気づいたのです。山崎先輩の蹴りは軸足の親指を軸に、かかとが相手の方まで向くので、ものすごく強烈でした。現役の時は真似をして、ただ見てやっていただけでしたが、指導する立場になり、蹴りは軸足・膝・腰の三位一体だと理論的にわかりました。 | 」 |

花澤明（証言1）
| 「 | 山崎照朝先輩はヒザから先のスナップでポーン！と蹴る、空手の蹴りと違うんですね。キックボクシングの蹴りはスナップを効かせないで、軸足のモモの付け根の方から体幹でボーン！と回転させて蹴るんです。山崎先輩の蹴りはキックボクシングの蹴りですね。 | 」 |

松井章圭（証言3）
| 「 | 私は17歳で第12回オープントーナメント全日本空手道選手権大会に初出場して4位入賞しましたが、その数か月前に現役生活を離れて何年も経つ山崎照朝先輩と組手をさせてもらい、床を転がされ、何をされたのかもよく覚えていないほど、3分間ずっと圧倒されてメチャクチャにやられてしまいました。骨が非常に硬く、私が技を当てても痛いんです。山崎先輩は身体が硬いんですが、こん棒で殴られているかのような上段回し蹴りを出し、身体の使い方が巧くて物凄く強烈な蹴りを出していました。山崎先輩が上段回し蹴りを蹴るときは、軸足が親指一本で立っていて、身体全体を使っていました。そこまで到達するにはかなりの稽古をやりこむ必要があると思います。 | 」 |

回し蹴り論
| 「 | 蹴りの強さは上体の強さに比例するというのが私の持論だ。上体の強さというのは、腕と指の力に比例する。腕力の強い奴が蹴りも強いし、握力の強い人間が強い蹴りを出す。蹴る時に重要なのが、手の握り。手を大きく振ることで蹴りの威力を増し、拳を習慣的に握ってさらに威力を高める。空手では中足で蹴るが、ムエタイの場合は脛で蹴る。中足を返して蹴ると、破壊力は増すがリズムが取りにくくなる。ムエタイはリズムを取ってサンドバッグで回し蹴りの連打をするんだ。ムエタイで学んだことは、左右足をスイッチ して蹴る技術とか回し蹴りのバランスということだね。 蹴る時に上体が後ろに倒れすぎてはいけない。蹴った時に顎を引いて、軸足より前に出ていなくてはいけない。そして、頭と軸足を結んだ中心線よりへそが前に出ていなければならない。この中心線が前に傾くほど蹴りに体重が乗る。ムエタイのチャンピオンなんか見ても、みんなこういう蹴りをしている。上体をうしろに倒した回し蹴りは、相手にスウェーバック されて、クルクル回ってしまうが、上体を前に倒して蹴ると、たとえ相手がスウェーしても届かせることができる。しかし上体を前に倒すことばかり考えると、今度は腰の引けた蹴りになる恐れがある。これは、相手が突っ込んできた場合のカウンターならいいが、自分から倒そうとする場合には威力に欠けるので、へそを前に出す必要がある。典型的なムエタイの蹴りだよ。 腰の後ろにいくくらい手を大きく振り、上体が後ろに倒れず、さらに重要なのは膝を上げるときの角度である。膝は腰より高く上げ、外から回すようにして蹴ると、相手のこめかみに垂直に当たり、より衝撃のある蹴りとなり、しかも相手が受けても蹴りはその腕を巻き込むようにして入るのである。顎は相手が交わした場合に入るもので、最初から狙わない。蹴っている時の防御は、顔面に蹴り足と反対の手を顔の前に持ってきてカバーする。このとき、拳は握っていても開いていても構わないが、必ず掌を相手に向けることで、相手の突きのパワーに押されることもない。 私は空手式の左前蹴りをフェイントにして、ムエタイの左上段回し蹴り（ハイキック）をフィニッシュブロー（倒し技）に使っていた。いわば前蹴りはパンチに例えるとジャブ的な技にしていた。なぜそうしたかというと、前蹴りは相手に取られたり、流されたりする恐れがある。そのほかにハイキックを中心に組み立てたコンビネーションでは、お互い左足前の半身に構えた時（※はスイッチ有り）に、 - 左前足で下段回し蹴り（ローキック）からその足をバックステップ（奥足にすること）して左ハイキック - 左ローキックから右ハイキック - 相手のどちらか左右の突きを流してからの左ハイキック※ - 右ローキックから左ハイキック - 左ハイキックを蹴り、相手が前に出てきた場合、戻した足を間髪入れずに左ハイキックを連続して叩き込む - ノーモーションで左ハイキックから蹴り足をバックステップして、左中段前蹴りを出す。間合いが近い場合は膝蹴りにする を使っていた。 | 」 |

上記で山崎は回し蹴りを中心にしたコンビネーションを語っているがキックボクシングでは「対角線上の攻撃・上下に技をちらす・縦横のコンビネーション」を重視している。
- 対角線上の攻撃

右ローキックから左ハイキックや右ハイキックから左ミドルキックなど攻撃技が対角線になるように攻めること。
- 上下に技をちらす

左ジャブから右ローキック、右ストレートから左ボディブロー（下突き）のような攻撃をすること。
- 縦横の攻撃

前蹴りと回し蹴りと組み合わせることである。
これら3つを複合的に組み合わせれば、何通りも攻撃パターンができる。山崎はムエタイを教わりながら、これらも同時に会得して自らの空手に生かしていた。

#### 膝蹴り
充分両足の瞬発力を生かして上体のリードも上手く使い、鋭い切れのある膝蹴りだった。山崎の技全般にいえることだが、体全体を使って技を出しているからこそ、ひとつひとつの技に切れがある。キックボクシングの経験を生かし、完全に首を掴まえ死に体にしてからの膝蹴りも使っていた。

### 防御
相手からの突き・蹴りを流すのではなく、肘で弾き、膝で受ける。もしくは肘・膝で挟むように受けることで、攻撃した方がダメージを溜めていく痛め技になっていた。
ハワード・コリンズ
| 「 | 私もジョン・テイラー も、本部道場の黒帯の人たちと何とか組手をこなしていたが、初めて山崎照朝センパイとの組手になった時、私たちは目を大きく見開いて驚かされた。山崎センパイの蹴りも突きも全くパワーとスピードがケタ違いであり、まるで子供が大人に向かっていくような感じだった。特に蹴りを出すと必ずといっていいほど、肘で蹴り足をカットされる。突き、蹴りも効くが、受けまでがダメージを与えるとなると、もう完全なお手上げ状態だった。「あとはピストルでも持っていくしかない…」という冗談をテイラーと話していた程である。でも、私たちは組手で痛い思いをさせられたが、稽古の後、地下道場のサンドバッグを使って回し蹴りの個人指導をしてくれ、とても感謝している。 | 」 |

第5回オープントーナメント全日本空手道選手権大会の準決勝・佐藤俊和戦の展開
| 「 | 佐藤俊和は、山崎照朝の非常に巧妙なブロック戦法に阻まれて、ほとんど何もできずに自滅してしまった…。あれは山崎得意の殺し技で、彼のあの大きな構えは相手を誘う罠なんだ。中段がガラ空きのように見えるんで不用意に蹴っていくと、鋭く猿臂を落とされる。山崎の猿臂の使い方はまさに絶妙で、相手が蹴ってくるのをただ受けるのではなく、猿臂でかち上げ・弾き・叩き落して、相手の蹴り足をだめにしてしまう。俊和はまんまとこの術中にハマり傷を負い、T.K.O負けになってしまった。 | 」 |

東孝
| 「 | 印象に残っているのは山崎照朝先輩との組手ですね。入門して1か月くらいして組手をするようになると、始めて間がないといっても言っても、たまには私の蹴りも諸先輩に入るわけですよ。それが山崎先輩は全部肘を落として受けるので、こちらが足を痛めてしまう。最初はこの先輩は体が細いのに、この強さは何なんだろうと。これは印象に残ってますね。 | 」 |

山崎照朝 vs 松井章圭
松井章圭は前羽の構えの山崎と向かい合ったが、隙などない。意を決して攻撃に移った。左右の突きの連打をフェイントにした左右の中・上段回し蹴り・跳び前蹴り・跳び後ろ蹴り。着地してからの跳び膝蹴りと連続攻撃を矢継ぎ早に続けた。山崎は松井の技を受けるだけでその音のみが会場に響き、「ウウッ」と松井の呻き声が重なるのだ。攻撃側の松井の手足は、みるみるうちに腫れあがっていく。山崎に受けられるたびに攻撃する側が傷つけられるという、攻防一体になった山崎の独特の受け技であった。（→ 松井章圭（証言1）へ続く）
防御論
| 「 | 現役当時の体重は62キログラムしかなかったので、私は“待ち拳”で相手の力を利用するようにした。待ち拳は初めての相手と対する場合に相手の力量を計るのにいい。相手の突き・蹴りを受けてみて、破壊力を感じ自分の技を組み立てることができる。そして基本スタンスは後屈立ちにする。ちょっと腰を締めるだけで腿も締まって金的蹴りを防げるので、金的ありの組手だと自然と後屈立ちになる。さらにしっかりと腰を落とすことが重心を落とすことになり、それだけで様々な場面での動きの質が違ってくる。腰が落ちていれば、受け動作自体に体重を載せることができる。体格負けしないために自分の限られた体重を最大限に活かすことだ。そして後屈立ちで素早く動くには、膝をいかに柔らかく使えるかが重要となるが、その膝を効率よく機能させるには足腰の強さで左右される。 合わせ技 を使う人が多いけど、私は相手の力を利用する方法を研究した。捌きは相手の技をギリギリまでひきつけて体の中心線を動かさず、全て拳ひとつの距離でさばく。横に動こうとする人が多いが、基本は“まっすぐな動き”、“体の正面で捌く”ことである。横に動くクセをつけると、体格の大きい相手に対して捌ききれなくなってしまう。当たる瞬間に相手の技を流れを変えて、できるだけ引きつけてやる。常に気持ちは前、後ろは絶壁だというつもりで行う。横に動くのは二の次である。つまり、捌きには絶対に大きな動きはない。相手の攻撃のラインを変えてやるだけで、相手の技は効果のないものになる。そうすると一見グルグル回っているように見えるが、常に相手を自分の体の正面にとらえている。 自分が回るのではなく、相手が自分の前で回っている動きが「円を描く」ということである。だから、自分のタメを作り、反撃できる。そして、体の中心線を動かさないで受けられるようになると、反対の肩を入れるだけで、逆の側の受けもできる。そのために決して重心が浮かないように、バランスが崩れないように気をつけていた。急所をしっかり守るのみで、自分の受けを“壁”にして蹴らせたり、殴らせる。この受けが「鉄の壁」なのか、「木の壁」か、「ブロックの壁」になるのか、強い壁を作らなければならない。鉄の壁にするために力を、パワーを、筋肉をつけることになる。 大山倍達館長の理論で「点を中心に円を描き、線はそれに付随するものである」という言葉があるが、これは自分が点になって直線で進むことによって相手を崩し、また相手の攻撃ラインを変えて、相手の背後に回りこむことで結果的に円を描かれるということで、自分の攻撃が必然的に防御になり、防御は攻撃になる「攻防一体」を意味している。そして大山館長は「何も体を打つ必要はない。正拳を打つんだ。相手の手を殴って崩せ。相手の拳が強かったら、相手の拳を殴って使えなくしてしまう。蹴りが強かったら逆に蹴り返して折ってしまう。相手の最も自信のある技を受けるのではなく、打ち砕いて戦意をなくしてしまう。これが極真カラテであり、組手の極意である」と常々仰っていたので、受けそのものを痛め技に使うことにした。あるものを壊していくのが極真の組手の真骨頂で、破壊の組手であると理解して、どんなに強いパワーのある突き、蹴りでも受けられるように、肘の鍛錬を中心にサンドバッグで稽古した。その後、組手の相手をしてくれる外人が、素足で2、3発蹴ったら、脛が痛くなって嫌がるため、厚皮に竹の芯を入れて作った特製のプロテクターを付けさせて肘受けを鍛えた。 | 」 |

### 試割り
大山茂（証言3）
| 「 | 歴代のチャンピオンたちは試割りをあまり得意としていなかったのは私見だが、技そのものにタメと瞬発力がなく、力に頼ることが多いため、切れを必要とする試割りがあまり得意ではなかったのではないだろうか。しかし試割りも得意であった山崎は、板を割るというより切るという感じで、自らの体重を充分乗せきった試し割りを行なっていた。 | 」 |

と分析している。
既述の貫手での試割りの他、映画『最強最後のカラテ』では男性を直立させ、頭にリンゴをおき、3本のタバコをくわえさせた。その状態から山崎は、右の上段前蹴り・左右のハイキックと連発で1本ずつタバコを蹴り落とし、続けざまに跳び上がり、右上段後ろ回し蹴りでリンゴを割り落とす妙技を披露している。
鈴木浩平（証言1）
| 「 | 第3回全日本オープントーナメント空手道選手権大会が終わって一週間後、大山倍達館長、大山泰彦先輩、山崎照朝と私の4人で講談社へ行き、試割りの撮影に参加した。泰彦先輩の自然石割り、山崎のブロック割り、そしてレンガ割りと撮影は順調に進み、最後に山崎がビールビンを足で割ることになった。今では後輩の中にも何人かこの試し割りを得意とする者がいるが、そのときは、私はそれを見るのが初めてだった。ビールビンを逆さにして腰の高さに立て、それを回し蹴りで割るのだが、おさえる者がいないで果たして割れるものだろうかと私は思ったが、一度目山崎は失敗したものの、二度目はきれいに割れた。ビールビンが空中で粉微塵になるのを見て、見事に割れるものだと感心していたら、「鈴木もやってみなさい」と館長からお言葉があり、泰彦先輩も「記念になるから、是非やってみろ」といわれたので、度胸をきめて挑戦することにした。私も一度目は失敗し、足の甲に激痛がはしり、見る間に脹れ上がってきた。「もう一度やってみなさい」と館長が仰り、「背足より、スネで蹴るつもりでやった方がいい」と山崎がアドバイスしてくれ、二度目は成功した。 | 」 |

非凡な腕前
第5回オープントーナメント全日本空手道選手権大会で、厚さ2.8センチメートルの杉板を使用した「試割り試合」では正拳4枚・足刀7枚・手刀6枚・猿臂7枚の計24枚で優勝した。組手で優勝した盧山初雄は15枚で準優勝だったから、圧倒的大差といっていい。第2回オープントーナメント全世界空手道選手権大会でウィリー・ウィリアムスが計26枚と記録更新したが、山崎と僅かに2枚しか違わない。身長196cm・体重100kgのウィリーと山崎を比較して考えれば、山崎の試し割り技量がいかに傑出したものかわかるだろう。

## 人物

### 概要（人物）
謙虚と温厚な人柄で非常に思いやりを持ちながら、凛としてストイックで男気のあるサムライであると云われ、極真ファンのみならず、稽古を共にした門下生の中にも心酔者が数多い。極真カラテに対する思いはとても強く、著書『無心の心』の印税全額を極真会館へ寄付している。中村誠と三瓶啓二が覇権を争っていた時代に「彼らに勝てるか？」と問われて、「中村？ 三瓶？ 仮に僕が全盛時代に当たったとしても、彼らが勝つでしょうね」とあっさり認めたが、「それは選手権大会ルールの中で戦った場合です。もしルールに縛られず、昔の本部道場内での組手稽古に立ち戻ってというなら、ある程度自信はあります」と回答した。
同期や友人は添野義二・及川宏・鈴木浩平で、鈴木は「山崎と組手をした時、ここだけの話ですが、私は苦し紛れに彼の金的をつかんで彼を振り回してしまいました。当時はこれで引き分けです。私がオープントーナメント全日本空手道選手権大会に出場した時、いろいろなアドバイスをしてくださった事、とても感謝しています」と回想している。

### 武道精神とプロ
キックボクシングへの参戦は2戦のみで、それ以上はでないと約束していたにもかかわらず、既述したとおりプロモーターからの再三再四の参戦要請がきていた。頑なに断り続けた理由をこう語る。
| 「 | 誰もが表面では武道精神を通そうとしても、腹の底に大なり小なり自分も有名になりたいという気持ちを皆持っているであろう。私も一時期そうなりかけたことがあった。キックボクシングに出場して連勝したとき、オープントーナメント全日本空手道選手権大会で優勝したとき、当時はクイズ番組から歌番組までキックボクシングとは関係のない番組にも出演要請があったし、スポーツ新聞でも持てはやされた。地方興行では特別待遇の旅行であったし、スポンサーになろうという人まで現れ、映画の話も持ち上がったのである。 しかし、私はこれらのほとんどを「プロではない、プロになる気はない」という理由で断り続けた。それは大山倍達館長の「空手を習う者は、馬鹿と思われるほど純粋な気持ちを持たなくてはいけない」と言われた言葉や、物心ついた頃より母から聞かされた武士の心構えと道徳・礼・義・忠を重んじる生き方であった。さらに自分の心の奥底には、それらの行為をすれば、自分は駄目になってしまうという不安があったからである。だから極真カラテが有名になればなるほど、闘いにおける悩みより、自分の心の底に潜む見えない敵との戦いのほうが苦しかった。映画に出ろと言われても、スポンサーになると言われても断り続ける私を見た友人は「君は馬鹿ではないか」とよく言われた。それでも「ああ、おれは馬鹿さ。その馬鹿と言われることが俺は好きなのさ」と答えていた。 この頃、困ったことに私の最も苦手なサインを度々頼まれるようになったが、徹底的に抵抗し断り続けた。私自身の心の問題であり、当時サインを望まれた方には大変失礼なことをしたと申し訳なく思っている。私にも格好良く見せようとする一面もあり、ファンの要望に応えようと思った時もあったが、元々私は気が小さく周囲で騒がれることに違和感があった。スターになれば周囲から「ちやほやされて」悪い気もしないだろう。しかし「ちやほやされること」を受け入れがたい気持ちであった。それはスターを拒否する意識から、サインするのはスターのみがする行為と思っていたのである。まがりなりにも勝負の世界にいた私は、もしKO負けでもしたら、私のサインを持った人がそれを観て何と思うだろう。そんなことを考えると益々サインが恥かしく、恐ろしいものに思えたのである。 | 」 |

### 師匠と先輩が語る
大山倍達（証言1）
大山倍達はその晩年まで、相手が誰であろうと直言する性格の山崎を折に触れては総本部に呼び寄せて、組織運営の方法などについて懇談していた。その山崎を大山は「多くの弟子の中でも山崎照朝君は、常に極真の精神を忘れず、真面目に生きている。彼は何をするにしても、常に原点に返って正しく見直し、着実に自己の道を歩いている。彼の過去の実績を振り返ってみても、輝かしい足跡を残している。私は、考え方や物の見方、接点の合わせ方など、全ての点における彼の生き方に大いに賛同する」
と評している。
大山茂（証言4）
| 「 | オープントーナメント全日本空手道選手権大会やオープントーナメント全世界空手道選手権大会のため、日本に帰るたびに山崎とは良く一緒に食事をしたり、飲みに行った。山崎は一本気で無欲の男だった。それでいて非常に思いやりがあるのだ。そんな山崎に私は一度だけ説教をされたことがある。帰国すると、どうしても昔の友人等のつき合いがあり、毎晩どこかに連れ出されてしまう。そんな私をつかまえて「師範、もっとお母さんと時間を持ってあげないとかわいそうですよ…」と注意してくれたのだ。山崎が家庭を持った後、全世界選手権で妻子を連れて帰国した時、山崎の家へ招待され、一泊したことがある。山崎は細やかに気遣いをしてくれ、私も妻子も大変世話になり、楽しい思い出となった。 山崎はその一本気・男気が強いため、誤解を受けたことがあった。しかし山崎は誰にも負けないほど、極真カラテを思っていると私は信じている。ウィリー・ウィリアムス対アントニオ猪木戦で山崎は、「師範、極真カラテの面子を守っていただき、本当に御苦労様でした」と何度も繰り返し、言ってくれた。ウィリー対猪木戦は色々と裏の話があるが、山崎は人の立場をよくわかってくれ、私の口から一度も聞かないうちにすでに理解してくれているようだった。 | 」 |

大山泰彦（証言2）
| 「 | 山崎とは数えるほどしか稽古をしたことがなく、実戦組手といえるような、真剣な組手をしたことは一度もない。が、二度ほど軽く技を出し合ったことがある。一度目は長いブランクのあと、私が本部道場に戻って稽古を始めた頃であった。稽古終了後、ゼーゼーハーハーやっていたら、山崎が「先輩、ちょっと組手をお願いします」と近寄ってきた。エっ！？という感じで山崎を見ると、冷やかすような柔和な笑顔で私を見ていた。その一、二週間前に藤平昭雄に、よせばいいのに「オイ、軽く組手をやろう」と言い、恥をかいたあとなので、私はいくらか謙虚になっていた。あまり気が進まなかったが、そこは先輩としての意地があるので「ああ、いいよ」という感じで前に出て構えた。 前に入ったり、左右に足の動きをつかって山崎をうかがうのだが、大きく構えた山崎はジリジリと間合いをつめてくる。そのプレッシャーに負けて、先に私が前足の左で軽く前蹴りを出すと、それに合わせて左、右と回し蹴りが飛んできた。何とか右に左にと受けたが、角度といいタイミングといい、伸びのある良い回し蹴りだった。いま思い返してみると、山崎はそれなりに気を使い、コントロールして蹴っていたと思う。そのあと、二、三発突いたり蹴ったりして、どちらからともなく組手を止めた。「強くなったなあ。お前の蹴りは見えないよ」、「いやぁ、先輩の動きにはまだついていけませんよ」と言葉を交し合ったが、先輩の私をもち上げてくれた山崎の言葉に苦笑したのを覚えている。 もう一度は、大山倍達総裁の名代で添野道場の審査会に出席した折、その前後にムエタイの話をしていたときだ。「ちょっとやってみますか」と山崎がボクシンググローブを持ってリングに上がり、私もグローブをはめ、軽くパンチや蹴りを出し合った。山崎にロープ際につめられたとき、左・右・左と突いていってはかわされ、泳いでロープの外に出そうになった。ゴング終了間際に私の右の振り打ちが山崎の顔面をとらえ、山崎がロープに寄りかかった。これらを断片的に覚えているが「試合用のグローブだったら、あのパンチで自分は倒れています」と、ここでも山崎は心憎いまでに私をもち上げてくれた。 | 」 |

郷田勇三
| 「 | 山梨県から稽古に通っていると聞いて、これは大したものだなと思いましたよ。それだけの熱意があったのだから、チャンピオンになって当然でしょう。ハンパな気持ちで稽古をやっていたのでは、チャンピオンには成れませんよ。 | 」 |

### 後輩からの敬慕
三浦美幸
「極真門下で尊敬している人は？」の問いに三浦美幸は、
| 「 | 大学時代はクラブのキャプテンだった添野義二先輩と、本部道場で教えてもらっていた山崎照朝先輩ですね。あの時、山崎先輩はヒーローでしたから。アメリカに行ってからは大山茂最高師範ですね。 | 」 |

と答えている。
吉岡幸男（証言2）
| 「 | 僕らはキックボクシングをやっていなかったから、空手道だけを指導していただきましたが、キックボクシングが流行っていた時なので、山崎照朝先輩は人気もありました。 | 」 |

岸信行
| 「 | 山崎照朝先輩はキックボクシングでも活躍されていたね。あの頃、極真の山崎と言えば理屈抜きに恐ろしい存在だったんだから。俺は山形で幾らかの空手の修行はしていて、ある程度のことはできたけれども、山崎先輩に厳しく鍛えられたお陰もあって今の自分があると思っているよ。 | 」 |

佐藤勝昭（証言2）
- 出会いから憧れへ

| 「 | 私の兄は極真カラテ修行していたが、その兄から山崎照朝という技のものすごく切れる人がいると聞いていた。入門初日、稽古前に柔軟体操しながら待っていたら、大太鼓の高鳴りとともに、一人の黒帯が立ち現れた。一瞬、張りつめた空気が道場にみなぎった。すらりと均整の取れた身体つきで眼光が鋭く、どこかニヒルな雰囲気を身に漂わせながら、二枚目で格好良いその人が山崎先輩だった。以前見学した他の空手道場の黒帯とは違い、触れると切れそうな、凛呼とした雰囲気がうかがわれた。 稽古が始まり、まごつきながらも一所懸命に突きや蹴りを出した。もとより私は空手はわからないのだが、山崎先輩の教え方の上手さに感心した。私もかつて大成高校で柔道のコーチをしていた経験から教える難しさをわかっていたからである。しかし、山崎先輩は教え方のツボを知っているらしく、相手の悪いところを指摘し、ちょっと手直しすると、その後の動作は素人目にも見違えるように良くなっている。教え方にも迫力があり、それでいて以前見学した他流道場の黒帯のような妙に威張ったところがない。 自由組手が始まり、山崎先輩が色帯の上級者と対戦する。その時、山崎先輩の技を見て驚いた。上段回し蹴りなど、まるでムチのようにしなやかで切れ味がよく、凄かった。兄が絶賛するだけのことはあるなと納得した。稽古後「きみは佐藤さんの弟か」と山崎先輩に話しかけられた。「はい、そうです」、「なるほど、稽古中の身ごなしが兄さんそっくりだな。佐藤さんは非常な努力家だった。きみも負けずにがんばれよ」と励まされた。私の山崎先輩に対する印象は良かったので、すっかりうれしくなった。「よし、やってやる」と、ますます意欲的な心構えになった。 私の通っていた頃の本部道場は専任の指導員はなく、その日道場にきた一番上の帯の者が教えていた。山崎先輩の姿が見えないと「ああ、今日は山崎先輩いないのか」ってひどく寂しく感じた。稽古の途中でひょっこり顔を出すようなことがあると、とたんにうれしく、突きや蹴りにいっそう熱が入った。あくまでも稽古は自分のためにであって、教える人次第で熱心さに差がでるのはおかしいことなのだが、そんな思いをさせるほと山崎先輩には人間的魅力があった。私は山崎先輩の指導よろしきを得て、突きや蹴りもなんとかサマになるようになっていた。 入門して3か月後、山崎先輩に勧められて昇段昇級審査を受けた。いよいよ組手になったときに大石さんや岸さんは上段回し蹴りや後ろ蹴りで相手をKOしていたが、私の組手は、全く見栄えのしないものだったので、審査が終わった時、落ち込んでいた。ところがそれにもかかわらず、この初審査で私はいきなり緑帯（四級）へ進級を許された。わずか3か月の稽古でこのように大幅な飛び級した例はそれまでいなかった。私は大いに驚き、かつ感激した。これは普段の稽古ぶりを見ている山崎先輩の、大山倍達館長への進言が大きくものをいった結果に違いなかろうと、そのとき私は確信した。山崎先輩に大いに鍛えられもしたが、厳しさの中に愛情があり、暖かいものを感じていた。爾後、まずます山崎先輩を尊敬するようになり、普段の歩き方や話し方など、無意識に山崎先輩の真似をしている自分を発見することもしばしばであった。 | 」 |

- 佐藤勝昭が受けた影響

| 「 | 緑帯は気骨の折れる地位であった。茶帯の先輩たちは後輩が伸びてきて自分の地位を脅かし、さらに追い抜かれる可能性があるので、徹底的につぶしにかかる。黒帯のようにひとまず到達した地位とは違い、あこがれの黒帯目前なので、その潰し方は激烈であった。これが良いほうに作用すれば、先輩後輩ともども共通の目標に向かって互いに切磋琢磨し、技の向上、人格の練成がはかれる。しかし、この当時はそれを悪用し、単なる弱い者いじめをしている先輩がいた。組手の際、下位の者の突きや蹴りがうまくきまったり、間違って先輩の顔面に入りでもしたら、上の者は「この野郎」とばかり、顔面パンチや金的蹴りなど、何をしてでも相手を倒しにかかり、2倍、3倍にして返されるのである。そして、倒れた相手に対してもなお、突きを入れたり踏みつけたりする。それでいて下位の者がこうした技で反撃に出ることは許されない仕組みで、へたに反撃するとひどい目にあわされるのであった。 城西大学の黒帯連中も本部道場に出稽古に来たとき、山崎先輩みたいな強い先輩がいるときはあんまり乱暴しないが、いない時にはもう容赦なしに下位の者を徹底的に痛めつけていた。山崎先輩は毎日稽古にでてくるわけではない。また、出てきても1日に二度も稽古にでることは限らない。大山倍達館長も多忙で常時、道場に目を光らせていたわけではない。師やよき先輩の目の届かないところで、弱い者いじめが行われていたこともあった。組手時に、下級の者は思い切って出て行くことはできず、いきおい「参りました、参りました」の連発で逃げ回ることとなり、これでは互いに稽古にならない。山崎先輩は相手に遠慮なしに向かってこさせ、良い技がきまった場合、「よし、今の突きは効いた。そのタイミングを忘れるな」といって、相手の長所をさらに伸ばそうと務めていた。極真カラテの先輩でもある兄から「参りました、は絶対に言うな」ときつく言われていたので、私はガムシャラに突っ込んでいく攻撃一本槍の組手に終始していた。 そんな次第だから気の荒い先輩とケンカ沙汰になり、たびたび周囲に止めてもらい、こんな理不尽なことを兄にも話せず、独りで耐えていた。参っていないのに「参りました」を口にするのは自分を放棄しているのも同然であり、相手に対しても無礼をしていることになる。だから「参りました」という言葉に嫌悪感を抱いていた。しかし、こんな私でも「参りました」ということがあった。山崎先輩と組手をするとき、顔面の突きや蹴りを、寸前で止めてくれる。「もし、この突きや蹴りをまともに食ったら、自分は一発でのびてしまうだろう。それを山崎先輩はあえてしなかったのだ。未熟な自分を教えるのに、こういう方法を取るのが最善だと思い、寸前で止めてくれたのだ」ということが、常日頃の態度から推察がつくのである。こういうときに素直に、心の底から「参りました」という言葉が出てくるし、また自ずと頭も下がるのである。 この「参りました」という言葉は、技の素晴らしさもさることながら、実は相手の人格に対して出るものなのである。山崎先輩みたいな本当に強い先輩が、強さだけでなく、自分の全人格を持って教えてくれることに感動した。私はこのような良き先輩から、指導とは人格と人格とがぶつかる真剣勝負だということを教えられた。後年、私が指導員になった時、独立して佐藤塾で指導するようになった時、後輩や弟子の突きや蹴りがたとえ顔面に入っても、決して報復の拳に出るようなことはせず、痛さをこらえて、相手を褒めてやるように心がけた。「朱に交われば赤くなる」という諺があるが、空手修行のとばくちで山崎先輩のような人格的に優れた先輩から、初心の段階で指導を受けたことは、私にとって真実幸福なことであり、恵まれたことだったと思う。 | 」 |

真樹日佐夫は山崎の佐藤勝昭への指導ぶりを、
| 「 | 山崎は一般稽古後にも勝昭に居残るよう言い置き、地下道場のサンドバッグで突きや蹴りを手取り足取り指導したことが、勝昭の実力向上へ繋がっている。 | 」 |

と評している。
磯部清次
| 「 | 山崎照朝先輩は、とにかくその技は華麗そのものだった。 私が本部道場の道場生に混じり、移動稽古を行っているところへ山崎先輩がやって来た。道場の隅の方でシャドーボクシングをやり始めたので、私は移動稽古を行なう傍ら、山崎先輩の動きに注目していた。キックボクシングの試合に備えて、調整していたのである。山崎先輩は空手とは微妙に異なった独特の動きから、時折もの凄いスピードで回し蹴りを放っていた。そのシャープな蹴り技は、一介の白帯に過ぎない私に強烈なインパクトを与えた。山崎先輩はキックボクシングのリング上でも実力を如何なく発揮し、KO勝利を重ねた。その後、内弟子入門を果たしても山崎先輩は憧れの対象だった。茶帯を取得してからはよく声をかけて頂き、私は憧れの先輩に励まされるたびに、頑張ろうと気持ちを奮い立たせていた。山崎先輩は華麗な蹴りを武器にオープントーナメント全日本空手道選手権大会の初代王者に輝いた。そのときの山崎先輩の試合ぶりを見て、私は極真空手の虜となったといっても過言ではない。それほど、山崎先輩の影響は大きかったように思う。 | 」 |

大石代悟（証言1）
| 「 | ムダなことは一切しゃべらず、めったに笑ったりもしない人でした。私の憧れで、本当にストイックで一徹な先輩でした。凛として、人を近づけないような、そしてまず人に頭を下げないような人でした。1970年1月末に山崎照朝先輩が指導するクラスに出席しました。稽古終了後に白帯締めた人が道場に入ってきたんです。そうしたらあの山崎先輩が入ってきた白帯に対して、姿勢を正して「押忍」と頭を下げたんです。私も負けん気だけは強かったですし、黄帯を締めていましたからビックリして「何だ、この白帯は？ 」と思いました。すると、その白帯から「君、ちょっと組手の相手をしてくれないか」と手招きされたんです。「相手をしていいいのかどうか」と思っていたら、滅多に笑わない山崎先輩が笑いながら「OK」の合図をされたのです。そして組手を3回したのですが、あっという間に背後に回り込まれて、そのつど鮮やかに転がされました。そうしたら山崎先輩が「先輩、もういいでしょう」と言ったんです。その白帯が大山泰彦先輩でした。泰彦先輩が「道着を着たのは何年ぶり」などと、山崎先輩といろいろ話し合ってましたが、私はこの両先輩に憧れ、大きく影響を受けました。 | 」 |

真樹日佐夫は大石の山崎に対する憧れぶりを、
| 「 | 大石が「先輩、先輩」と常に山崎のあとについてまわり、挙句の果てには下宿まで近間に移してしまう、といった心酔ぶりに「まるで映画スターのあとを追い回すファン心理のようなものじゃないか」と言ってからかったが、大石は照れるどころか「オス、まったく」と、いとも嬉しそうなのには開いた口がふさがらなかった。 | 」 |

と述べている。
真樹日佐夫
| 「 | “龍”の異名をとる極真の逸材・偉材である山崎は、数多くの同門の後輩たちに慕われていた。しかし山崎の著書『無心の心』でこれらのことには一行も触れられておらず、山崎の謙虚な性格を示しているといえよう。針ほどの修行体験を棒の如くに言い立てて、自己宣伝にこれ努める輩の横行する今時に、この山崎はまこと珍重すべき「無欲恬淡の武人」である。この謙虚と無欲な性格とは裏腹に、山崎は自分の技に絶対の自信を持っていた。当時ボクシング世界ヘビー級チャンピオンのジョージ・フォアマンの話題が上がった時に、山崎は「真剣勝負ならフォアマンなんかちっとも怖いことありませんよ。こちらには金的蹴りがありますからね」と言い切った。大山倍達にこのやりとりを話して意見を求めたところ、大山は「そりゃ山崎が稽古さえちゃんと続けておればね…」と勝つ可能性があることを認めたので、私はとても愉しい気分にさせられた。また、フォアマンの話をした同じ時に山崎は「極真の初段クラスなら、ボクシングの日本チャンピオンあたりには負けませんよ、絶対！」とまことにあっさりと断言したのだ。彼はここまで、極真カラテに誇りを持って…、私はただ感動した。 | 」 |

花澤明（証言2）
| 「 | 極真会館の先輩の中でも一番温厚で付き合いやすかったのは、山崎照朝先輩と大沢昇先輩ですね。山崎先輩は紳士でしたし、組手もきれいでした。山崎先輩は人間的にすごく形成された人で、温厚なんですよ。自分がすごく強いのに偉ぶらないし、大先輩なのに先輩ぶらないんです。私なんかもやっぱり憧れていました。優しくて強くて良い人だなと思っていました。。 | 」 |

中村誠
| 「 | 大山倍達館長に認められるのに時間かかりましたよ。初対面で「まあ、頑張りなさい。でも、キミは続かないよ」と言われましてね。「カラダが大きいのは極真カラテは続かない」という風潮が当時、あったんですよ。白帯で初めての審査の時に頑張ってええ組手して、飛び級だと思ったら青帯なんですよ。それ以降の審査も一段一段上がりましたからね、帯は。ということは館長はそれほど期待していないんですわ。僕に対しても「いつまで続くのかねぇ、この男は？ 」って感じでね。私に期待しとったら、飛び級したっていいじゃないですか。強いんだから、そこそこ。自惚れて言うじゃないけども。 館長がよく話しかけてくれるようになったのは、茶帯取ってからですわ。山崎照朝先輩によく可愛がられてねえ（笑）。可愛がられたっていうのはメシ食わしてもらったとかじゃないんですよ。私らで言う可愛がられたっていうのは、組手の相手させられることだからね。 それで山崎先輩が館長に「あの中村っていうのはいいですよ」と言ってくれたらしいんですわ。まあ、そういうことで会社も辞めて、本部に入って、空手一本の生活になったわけですよ。 | 」 |

中村が第8回オープントーナメント全世界空手道選手権大会の全日本選手団監督に就任し、代表選手の合宿が行われた時に取材で訪れていた山崎に選手達を叱咤激励してくれるよう、中村はお願いしたこともあった。山崎は「小よく大を制するに必要なことは、精神で負けないこと。私たちの時代は大山倍達総裁の看板を背負って絶対に負けない、負けたら腹を切るという気持ちで向かっていきました。前回はフランシスコ・フィリォ選手に王座を奪われてしまったが、今回は是非取り返してほしい。ぜひ頑張ってください」と鼓舞激励した。
川畑幸一
| 「 | 山崎照朝師範のような蹴り技の上手な先輩に憧れがありました。小さい人間が足や腹を蹴ったり突いたりしても、大きな人間には効かないと思っていたので、入門当時から上段蹴りを身につけたいという気持ちは強かったですね。 | 」 |

家高康彦
| 「 | 時折、本部道場にやって来られ、サンドバッグを蹴ったり、ベンチを持ち上げる山崎照朝氏の姿を目にしたことはあります。当時の私は「格好いいな」と憧れの目で氏を見つめていたことを思い出します。のちに極真を離れられた山崎氏に、雑誌記者として取材をしたことはあります。きわめて紳士的で好印象でした。大山総裁が亡くなられ、本部で遺族が記者会見を行なった際、遺族と同席された山崎氏を私は見ています。 | 」 |

松井章圭（証言4）
山崎との組手を終えた松井は「山崎先輩の組手は、間合いに入ったら何か恐ろしいことが起こることが起きることを予感させる」と畏怖していたが、稽古を終えて山崎は松井に「技」「構え」「攻防一体の組手」の重要性を伝授した。帰宅した松井は風呂に入るために衣服を脱いで身体を鏡で見ると、山崎の攻撃で鳩尾や肝臓など人体の急所に傷跡が正確に付いており、「凄い、山崎先輩は。引退されてから7年も経っているはずだ。それなのにこんなに技の威力を保っておられるなんて…。しかも技は鞭がしなるように柔軟で伸びがある」と、相変わらずの強さを維持し、変わらない稽古を積んでいる山崎に、松井は少なからず感動していた。松井は後輩である柿沼英明や佐藤竜也 などを伴って、山崎の元へ出稽古に通うようになった。
増田章
「山崎先生の話はいつも歯切れがよい。そして男前でかっこいい」と“伝説の空手家で大先輩”と自身のブログで敬意を表している。

## 天才

### 概要（天才）
山崎の空手道は、極真会館の選手権大会ルールが確立する以前の顔面攻撃や金的蹴りなども意識した何でもありの大山倍達の空手道を受け継いだもので、そこには大山が組手の極意として残した「点を中心にして円を描き、直線はこれに付随するものである」を見事に実践し、円の受けや構えを実際の戦いで最もよく体現し、華麗な組手で強さを示した。掴みを認められていたオープントーナメント全日本空手道選手権大会時代に、いつも自分の間合いを保ち「離れて攻撃する」という空手の醍醐味をみせたことが、山崎を天才と云わしめた。構えに関しては鏡に映る自身を長時間見つめ続け、弱点になる箇所など見つけては改善して現在の型にあみだされた。

### 天才たる所以
大山倍達（証言2）
「天才肌で華麗な組手があるとするならば山崎照朝である」と評し、流麗なハイキック、突き刺すような前蹴り、防御を攻撃につなげる絶妙なサバキをする山崎を「彼こそは空手の天才だ」と激賞している。
大山茂（証言5）
| 「 | 私が渡米する前に、まだ茶帯だった山崎とよく組手をやった。日本での後輩との組手などあまり印象に残っていないのだが、山崎は別格であった。それほど手ごたえがあったということだ。彼はほとんど天才と言えるほどの動きを持っていると思う。昔から山崎は先生や先輩に指導を受けるというのではなく、自分で先生や先輩の技とか動きを見て、アレンジして自分のものにしてしまうようだった。人が1年かかって行う稽古を彼は1週間で身につけてしまう。そのあふれるほどの才があるからこそ、知らないうちに自分の技に対する深さというものを見過ごしてしまう。技と精神の関係を見過ごしてしまったため、長谷川一幸やハワード・コリンズとの対戦でも、山崎は技ではなく、精神の面のゆるみを、彼らにつけこまれたのだ。技術的には十中八九勝てる試合であったのにである。 もしも、当時私が山崎を指導する機会があったなら、私は山崎に精神面と同時に、インファイト の技術を指導しただろう。前の手の突き、前の手の振り打ち、下突き、外から入る膝蹴りや、左右にステップしてそこから角度のついた左右の回し蹴りを放つ動きを指導したと思う。そして何よりも、それらの技を出す根本である魂をもっと苦しみを与えて磨き上げてやりたかった。そこまで、稽古したら、天才山崎の王座は一度だけに終わらず、何度も王者としての彼の姿を見れたことだと思う。 | 」 |

大山泰彦（証言3）
| 「 | 山崎は天才ゆえに、精神的な甘さを見せる時がまれにあった。これは私の勝手な想像だが、山崎は技や動きがキレすぎるあまり、自分の組手の型の深さというか、重みをつくる気合いが無意識のうちに甘くなっていたのではないだろうか。実戦空手の試合は、気合いの勝負である。道場の稽古でも、相手に恵まれなかったのでは？ と思ったりする。もし山崎がインファイトの正拳や振り打ち、下突きなどの技を身につけ、左右の回し蹴りや膝蹴りに繋げていたら、これは大変なチャンピオンになったのではなかろうか。いずれにせよ、華のある組手をみせる選手はたくさんいるが、華麗さでは山崎がナンバーワンだと私は思っている。 | 」 |

盧山初雄
| 「 | 山崎照朝こそ、カラテの天才と呼ぶにふさわしい男だと思います。柔の中に剛を持ち、他の人たちと1時間稽古したとすればその中でも抜きん出た技術を身に付けられる能力を持っていましたね。 | 」 |

鈴木浩平（証言3）
| 「 | 昇段審査で一緒に黒帯になった仲間に山崎や及川宏などがいたが、山崎はその頃から天才的な強さで群を抜いており、私など到底歯がたたなかった。 | 」 |

佐藤勝昭（証言3）
| 「 | 山崎先輩は弱い者いじめをするような人ではなかったので、あきらかに実力差のある者に対しては顔面など蹴ったりしなかった。上段蹴りを出しても、寸前で止めてくれる。そういうところに、底知れぬ実力がひしひしと相手に伝わってくるのである。天才児と呼ばれ、あの華麗な技の冴えで第1回オープントーナメント全日本空手道選手権大会を制した男、本場ムエタイの現役選手を一発でマットに沈めた男。私はこの偉大な先輩にあこがれ、尊敬し、その実力を高く評価していた。極真会館主催の全国大会はその後も回をかさねて今日に至っているが、私はまだこの山崎先輩をしのぐ空手家の出現をみていない。技・スピード・破壊力、どれをとってもチャンピオンにふさわしい、まことに感嘆に値する空手家であった。 | 」 |

大石代悟（証言2）
| 「 | 山崎照朝先輩と大山泰彦先輩。このふたりが極真カラテが輩出した代表的な天才ですね。山崎先輩の空手は間合いの取り方、ヒジ・ヒザの使い方、そして勝負勘が天性のもので絶対に真似できませんでした。私は幸運にも、二人の天才を目の前でみることができました。そして『私にできることは努力あるのみ』と思い知りました。 | 」 |

佐藤俊和
| 「 | 第5回全日本選手権で対戦した時にはやっぱり強かったですね、山崎先輩は。大山倍達館長もおっしゃってますけど、「この人はやっぱり天才なんだな」と思いました。上段回し蹴りなど、私はバンバン攻撃していたわけです。でも、先輩に肘を使ってうまくブロックされて…。どんどん攻めた私が、だんだんダメージを残していくんですから、話にならない。山崎先輩は強かった。それだけ先輩のほうが、私なんかよりずっとうまかったということなんです。山崎先輩には技の指導やアドバイスを受けたこともあり、とても感謝しています。 | 」 |

第5回オープントーナメント全日本空手道選手権大会での秘話
| 「 | つくづく思うに、山崎照朝はたいへんな天才だね。彼は第5回全日本選手権を出ようか出まいか直前まで迷っていたんだ。というのも、仕事が忙しくて集中的に稽古をする時間がとれなかった。とにかく人気者だし、周囲の情勢もあって出場に踏みきったわけだが、彼は当時、マス大山カラテスクール実技道場の師範代として週に三回指導にあたるほかは、ほとんど自分の稽古をしていなかった。そういう不本意な状態にもかかわらず、いざ試合台にあがると、あれだけの活躍をしてのけるのだから、これはもう天才というほかない。表彰式の後、「まあ、あんなものでしょう」と山崎が言葉少なに語ったが、そのサバサバしたような淡々とした口調が、ひどく印象的だった。 | 」 |

花澤明（証言3）
| 「 | 山崎照朝先輩は、上手できれいな組手をやるタイプで、天才的な動きでした。 | 」 |

松井章圭（証言5）
| 「 | 山崎照朝先輩は殴打技も蹴り技も天才的で、私も何度も組手をさせて頂きました。私の体験で言えることは、劇画『空手バカ一代』に登場する空手家の中には誇張気味に描かれている人もいますが、山崎先輩はその強さが偽りなしに正確に描かれている。劇画の通りに捉えていいのは山崎先輩だけだと思います。本当に劇画みたいな組手をするんです。格好が良いんですよ。 | 」 |

## 逸話

### ムエタイ
カンナンパイ・ソントーンとの試合後、ムエタイの技術と強さに魅力を感じた山崎は、ムエタイ関係者にその技術を教えてほしいと頼むと、彼らは山崎の強さに敬意を表して快諾した。そして教えを受けている合間にトレーナーから長い伝統を持つムエタイの歴史・誇りの話を聞き、「自分が空手道に誇りを持っている」ことと相通ずるものを感じていた。ムエタイも空手も神仏を尊ぶ心は同じであった。そして強いムエタイ選手ほど礼儀も正しく、誰からも親しまれ、人気があった。そのことは日本の武士道において、「武士は常に姿を正しくせよ」という教えと、道をひとつにするものがあると山崎は思った。トレーナーが親切に技を教えてくれるのだが、山崎がうまくできない時には、いつもカンナンパイが来て、サンドバッグを蹴り、見本を示してくれた。彼が何十回と連続で蹴る姿はとてもリズミカルで、アップテンポな音楽にでも乗ってやればピッタリであった。
そのカンナンパイと再戦することになった。新たな対戦相手が間に合わず、カンナンパイの雪辱戦と銘打って行われた。プロ意識のない山崎は、一度決着のついている彼との闘いにあまり乗り気でなかった。それにトレーナーとカンナンパイからいろいろ教わっており、最初の試合以後、友達になっていたので無難に終えることを祈っていた。結果は判定で山崎が負けたが、打ち合いも蹴りあいもなかった。山崎の蹴りに対してカンナンパイは徹底した足取りで倒そうとしてきたのに対し、山崎は巴投げで対抗していた。山崎は「コーナーに追いつめたカンナンパイを打ち込めば倒せたかもしれないのに、それができなかったのはプロになって闘うことに抵抗を感じていた私の気持ちの甘さであった」と回顧している。
この頃の極真会館の考えからすると判定で負けても、負けと認めず、判定で負けならば「良し」としていた。大山倍達は「死ぬか、生きるかの勝負をかけた試合に、引き分けなんてありえない。どちらかがKOされない限り勝負に勝ったとはいえない。武道とはそういうものであり、勝負に再戦はありえない。極真カラテは武道空手であるからだ」と常々弟子に示教していた。

### ファン
キックボクシング参戦中は、モデル・女優の小川ローザや歌手の仲宗根美樹らのマネージャーから誘われ、彼女らがそれぞれ所属する事務所に遊びにいったことがあった。特に山崎の熱狂的なファンだった小川の誘いは積極的であった。山崎は日刊スポーツが主催する芸能イベントに「絶対に来いよ」と念押しされたので、本意でないが参加した。そこには小川・仲宗根・山本リンダなど当時の芸能界のスターらが集まっており、山崎は「キック界のホープ」として紹介され、喝采を浴びていた。居たたまれない気持ちで山崎はその場にいたが、フィナーレも終わり帰ろうとすると、小川のマネージャーが近づいてきて一方的に「小川は山崎さんのリング上の雄姿に憧れて、このイベントに参加しました。小川がどうしてもお会いしたいと申しているので、ぜひ事務所にお越しください」と話しかけられ、招待されてしまった。綺麗でステキな小川に会うのは嬉しいが照れくさかったので、後輩10人余りを引き連れて山崎は事務所に行った。小川は愛想よく応対してくれたが、彼女には想定外だったので唖然としていた。
1987年7月にはUWFに所属していた前田日明と松井章圭の巻頭対談が『ゴング格闘技』八月号誌上で行われた。対談は共に山崎照朝の直接指導受けたときの体験を語り合い、前田も山崎の人柄や指導内容を尊敬していると語っていた。
将棋の女流棋士である福間香奈（旧姓：里見）は父親の影響で劇画『空手バカ一代』を愛読しだし、山崎の大ファンになった。20歳で女流王位のタイトルを獲得した福間は、その表彰式で山崎と念願の初対面を果たしている。その後も何度も山崎と会い勝負の心得などを学んだ福間は、山崎の訃報から3日後に奇しくも同じ女流王位のタイトル防衛を果たし、記者から山崎との思い出を問われ「山崎さんの信念を自分の心に留めて将棋を指していけたら」と述べ、故人への想いを涙交じりで語った。
吉田豪は『ファイティング・ムーン 知られざる格闘技伝説』で山崎照朝を描くために取材したが「なんでも話してくれ、内容のチェックも全てこちらに任せてくれるといい、取材した飲み屋の飲食代も山崎先生が出してくれ、ギャラも受け取らない。こちらに背中を向けて手を上げて去っていくところとか、もともと好きだったのがあれで完全にやられた」と語っている。

### 空手バカ一代と歌謡スタジオ
梶原一騎原作の漫画『あしたのジョー』に登場する力石徹のモデルでもある山崎は、劇画『空手バカ一代』にも重要人物として頻繁に登場しており、アニメ『空手バカ一代』のエンディングテーマ「空手道おとこ道」も歌っていた。高校生の時、歌謡スタジオでレッスンを受けていた山崎だが、その歌唱力を盧山初雄は「プロが顔負けするほどの歌である」と証言している。ちなみにその歌謡スタジオは作曲家の上原げんとが運営していたもので、同時期に通っていた人物の一人に五木ひろしがいた。
山崎は
| 「 | このレッスンが空手の修行に役立った。稽古中に指導員の先輩に「臍下丹田に力を入れて」と言われても、腹に力を入れるだけで、なかなかできなかった。大山倍達館長がいつも話される息吹の呼吸 と関係しているのだろうと考えていた時、歌謡スタジオでも発声練習で腹式呼吸で行ったことで、息吹の呼吸法を理解することができた。実際に自分のものにすることは難しかったが…。 | 」 |

と語っている。

### ニューヨーク
第1回オープントーナメント全世界空手道選手権大会後、山崎はひとりでアメリカ合衆国のホワイト・プレインズ (ニューヨーク州)に在住していた大山茂を訪問した。茂の家に泊まり、道場の稽古にも出席して組手も行った。その時の様子を茂は
| 「 | 山崎の左右の回し蹴り・前蹴り・鋭い出足・軽快なフットワーク、そして一発を狙うときに腰をやや落とした迫力ある構えに、私の道場生たちがビックリしていた。彼らの中で全世界選手権を観た者が「なぜ、センセイ山崎は全世界選手権に出場しなかったのか？」と私に聞いてきた。この男以上に山崎の稽古にエキサイトしたのが、子供と女性の道場生たちであった。「センセイ山崎はブルース・リーよりも強くて、いい男だ」と話してかけてくるのだ。 | 」 |

と述懐している。

### 指導
山崎に指導を受けた主な極真門下生として三浦美幸・吉岡幸男・岸信行・佐藤勝昭・磯部清次・大石代悟、ハワード・コリンズ、佐藤俊和・東孝・中村誠・川畑幸一・松井章圭ら、プロレスラーでは前田日明やクラッシュギャルズなどがおり、彼らはその指導方法や人柄を感謝と憧れを込めてそれぞれが語っている（⇒ 詳細は#格闘技評論家・#防御・#後輩からの敬慕・#天才たる所以・#逸話を参照）。

### 大山倍達とその家族
大山倍達の家族とも親密な関係を保ち、信頼されていた。大山が亡くなった時に総本部で遺族が記者会見を行なった際、取材していた家高康彦は、山崎が遺族と同席していたのを見ている。1年後、極真会館の分裂騒動が進んでいた1995年4月7日に「遺言書は無効」と家庭裁判所の審判が下った。同月13日に夫人の大山智弥子と次女の恵喜が記者会見で声明を発表し、恵喜は「財団法人極真奨学会理事長はやはり武道家として恥ずかしくなく、人間性が豊かで人を引きつける魅力があり、スポンサーを探せる方が理想です。そして遺族として少なくとも私とか妹（三女の大山喜久子）の理想の方が、今ここにいらしている。その方は山崎照朝さんなんです」と就任を要請したが、山崎は後日、丁重に辞退した。大山の命日が近づくと、大山が葬られている護国寺へ遺族と共に墓参りしている。各派閥の大会にそれぞれ招待されるが、記者席から観戦するなど分裂騒動には距離を置いている。

## ディスコグラフィ
- 空手道おとこ道 （1973年）

歌 - 山崎照朝、コーラス - ロイヤルナイツ
作詞 - 梶原一騎、作曲・編曲 - 小谷充
テレビアニメ『空手バカ一代』のエンディングテーマ、大安蓮・パイオニア児童合唱団 『空手バカ一代』のB面

## 出演
映画
- 地上最強のカラテ （1976年、三協映画） - ドキュメンタリー
- 最強最後のカラテ （1980年、三協映画） - ドキュメンタリー

## 書籍
著作
- 『無心の心 - 空手に賭けた青春』（初版）スポーツライフ社、〒113 文京区本郷2-16-2、1980年6月10日。
- 『山崎照朝の実戦空手 - 基本技から直接打撃試合のテクニックまで』（初版）池田書店、1984年7月15日。ISBN 4262110540。
- 女子プロレス物語(ストーリー)（池田書店）

1. リングの華戦士
2. 新・リングの華戦士

- クラッシュ伝説（作画：高橋美由紀） - 「リングの華戦士 クラッシュ・ギャルズ物語」コミカライズ

評伝
- 森合正範『力石徹のモデルになった男 天才空手家 山崎照朝』（第1刷）東京新聞、2020年8月29日。ISBN 4808310465。OCLC 1203931614。

## ビデオ
- 『山崎照朝の実戦空手 基本篇』（Color）（VHS）クエスト、〒169-0075 新宿区高田馬場1-28-10 三慶ビル3F、1996年1月1日。2012年4月24日閲覧。

※第5回オープントーナメント全日本空手道選手権大会 - ティラ・チャラカンボ戦を収録
- 『山崎照朝の実戦空手 移動稽古篇』（Color）（VHS）クエスト、1996年7月3日。2012年4月24日閲覧。

※第5回全日本選手権 - 佐藤俊和戦を収録
- 『山崎照朝の実戦空手 組手基本篇』（Color）（VHS）クエスト、1997年5月2日。2012年4月24日閲覧。

※第5回全日本選手権 - 手刀・猿臂による試割り、盧山初雄戦を収録
- 『山崎照朝の実戦空手』（Color, Dolby）（DVD）クエスト、2001年4月13日。2012年4月24日閲覧。

※第5回全日本選手権 - ティラ・チャラカンボ、松友登喜良、佐藤俊和、盧山初雄戦を収録
- 『山崎照朝の実戦空手 倒すための構えと攻防』（Color）（DVD）BABジャパン、2007年10月1日。ISBN 4862203000。2012年4月24日閲覧。